# A pentagram (film, 1990)
A pentagram (eredeti címe: The First Power) 1990-es amerikai horrorfilm, amelyet Robert Resnikoff írt és rendezett. A főbb szerepekben Lou Diamond Phillips, Tracy Griffith és Jeff Kober. 1990. április 6-án mutatták be az Egyesült Államokban. A magyar vetítésről nincs elérhető információ.

## Cselekmény
Russell Logan, a Los Angeles-i rendőrség tapasztalt nyomozója, egy sorozatgyilkost üldöz, akit Pentagram gyilkosként ismernek, mert áldozatai testére pentagrammot vés. Egy rejtélyes nő felhívja Logant, és azt ígéri, hogy segít elkapni a gyilkost, ha megígéri, hogy a gyilkos nem kap halálbüntetést. Logan beleegyezik, de miután elfogják a gyilkost, a Patrick Channing nevű sátánimádót, megszegi ígéretét, és közbenjár a kivégzéséért. Channing halála után Logan természetfeletti jelenségeket tapasztal, és újra elkezdődnek a gyilkosságok. Egy médium, Tess Seaton, felfedi, hogy ő volt a névtelen tippadó, és figyelmezteti Logant, hogy Channing démoni hatalommal tért vissza, képes gyenge elméjű embereket megszállni.
Logan és Tess összeállnak, hogy megállítsák Channing újabb ámokfutását. Több brutális gyilkosság után egy apáca, Marguerite nővér segítségével megtudják, hogy csak egy szent kereszttel ellátott tőr képes megölni az Első Erővel, vagyis a feltámadás hatalmával rendelkező lényt. A végső összecsapás során Logan megmenti Tesst, és leszúrja Channing megszállt testét, de a rendőrök félreértik a helyzetet és meglövik őt. Végül kiderül, hogy valóban Channing halt meg. A történet utolsó jelenetében Tess meglátogatja Logant a kórházban, ahol Logan démoni megszállását érzékeli.

## Szereplők
| Szerep                  | Színész              | Magyar hang |
| ----------------------- | -------------------- | ----------- |
| Russell Logan           | Lou Diamond Phillips | Háda János  |
| Tess Seaton             | Tracy Griffith       |             |
| Patrick Channing        | Jeff Kober           |             |
| Oliver Franklin nyomozó | Mykelti Williamson   |             |
| Marguerite nővér        | Elizabeth Arlen      |             |
| Perkins parancsnok      | Dennis Lipscomb      |             |
| Grimes hadnagy          | Carmen Argenziano    |             |
| nagymama                | Julianna McCarthy    |             |
| táskás hölgy            | Nada Despotovich     |             |
| Carmen                  | Sue Giosa            |             |
| Mazza nyomozó           | Clayton Landey       |             |
| Brian atya              | Hansford Rowe        |             |
| bíboros                 | Philip Abbott        |             |
| bárpultos               | Bill Moseley         |             |
| Monsignor               | David Gale           |             |
| pap                     | J. Patrick McNamara  |             |
| apáca                   | Lynne Marta          |             |

## Fogadtatás

### Kritikai visszhang
A Rotten Tomatoeson 25%-os minősítést ért el 12 értékelés alapján. Rene Jordan az El Nuevo Heraldtól azt írta: „Csak édesgetés; mert nincs szükség annak viharos abszurditását magyarázni.” Steve Newton a Georgia Straighttől azt írta: „Ha jobban belegondolunk, a smink és a maszkok közel sem olyan ijesztőek, mint egy fekete szívet rejtő emberi arc.” Ken Hanke a Mountain Xpresstől azt írta: „Giccses horrorfilm, nem érdemes rá időt pazarolni.”
A Metacritic 35 pontot adott a 100-ból 10 vélemény alapján. Michael Upchurch a Seattle Timestól azt írta: „Bármennyire is jó tulajdonságai vannak, ez a sátáni zagyvaság még mindig zagyvaságízű.” Dave Kehr a Chicago Tribune-től azt írta: „A pentagram a műfaj átlagánál sehol sem jobb, sőt gyakran jóval alatta marad.” Owen Gleiberman az Entertainment Weeklytől azt írta: „Még egy alacsony színvonalú látványosság egy gonosz erőről, amely egyik testből a másikba ugrál.”

### Bevétel adatai
A Box Office Mojo szerint a film 22,4 millió dolláros bevételt ért el, a költségvetésről nincs adat.